# Offerdalsspetsen
Offerdalsspetsen, eller Åflospetsen, hittades en sommardag 1881 av hemmansägaren Per Nilsson och hans son Gunnar Persson i strax söder om Trolltjärnen i Åflo, nära Kaxås i Offerdals socken, Jämtland. Senare skulle det visa sig att denna Offerdalsspets var det nordligaste fynd som gjorts från äldre stenåldern och det allra äldsta föremålet som har gjorts av människor i Jämtland. 
Spjutspetsen är cirka 8 000 år gammal, 26 cm lång och har formats ur ett rakt benstycke. På spetsens ovansida finns en ornamentering och längs de båda långsidorna finns skåror där flinteggar troligen har limmats. 
Offerdalsspetsen förvaras på Statens historiska museum i Stockholm. En kopia finns på Kaxås Bygdegård. Från bygdegården finns en kort stig längs Mattisbäcken till fyndplatsen vid Trolltjärnen.